# Operace Day
Operace Day byl krycí název výsadku do prostoru Slovenského národního povstání v roce 1944. Výsadek byl zorganizován a vyslán americkou Office of Strategic Services (OSS).

## Složení a úkoly
Velitelem desantu byl kpt. Edward V. Baranski, seržant Lane H. Miller, seržant Kenneth V. Donlevy, radista Daniel Pavletich, Antonín Facuna ( krycím jménem Anton Novak) a Emil Tomeš. Úkolem skupiny bylo rozvinout zpravodajskou činnost na jihu Slovenska.

## Činnost
Desant byl vysazen  7. října 1944 na povstalci ovládaném letišti Tri Duby, odkud se přesunul do Banské Bystrice. Zde Facuna provedl školení slovenských důstojníků v používání dodaných amerických zbraní (např. reaktivních M-1 Bazook). 10. října se přesunula celá skupina do 20 km vzdálené Zvolenské Slatiny. Odtud navázal Pavletich spojení se základnou OSS v Bari, kam předával informace o pohybu německých vojsk. Informace skupina získávala i od partyzánského oddílu mjr. Alexandra Kordy působícího v prostoru Hronského Sv. Kříže. Další informace byly získány při Facunově přechodu frontové linie; nejdříve u Kozárovců a poté u Zvolena.
20. října pod německým tlakem byla skupina nucena ustoupit na kopec Poľana. Facuna byl znovu vyslán se zpravodajským úkolem, tentokrát zpět do Zvolenské Slatiny. Zde ho zastihl německý útok a Facuna ztratil spojení se skupinou. To se mu podařilo navázat až později. S ostatními se sešel až v Piešti u Detvy, kam se Baranski a Pavletich přesunuli po německém útoku. Při tomto útoku skupina navíc ztratila větší část spojovacího materiálu a ošacení. Navíc se ztratil i  Tomeš (ten přešel do Protektorátu Čechy a Morava, dostal se až do Prahy, kde padl během Pražského povstání).
Po potlačení SNP se členové výsadku skrývali ve Zvolenské Slatině. Rodina Zvarů, která jim poskytla úkryt byla však zatčena a při výslechu prozradila úkryt Američanů. Baranski a Pavletich byli 9. prosince 1944 zatčeni, Facunovi se díky varování podařilo uprchnout a dožil se konce války. Miller s Donlevym se zúčastnili náročného pochodu větší skupiny složené z amerických a britských příslušníků několika výsadků a pilotů sestřelených nad Slovenskem. Od 25. října se tato skupina přesouvala přes Donovaly po hřebenech Nízkých Tater směrem na východ vstříc Rudé armádě. Po náročné cestě, při níž příslušníci skupiny trpěli zimou a hladem byli poblíž Mýta na Ďumbierom 25. prosince přepadeni protipartyzánskou jednotkou SS - Edelweiss. Společně s ostatními byl zajat i Miller a přes Banskou Bystrici převezen do koncentračního tábora v Mauthausenu (kde se sešel s Baranskim a Pavletichem) a od 7. ledna 1945 byl vyslýchán a kde byli společně s ostatními britskými a americkými zajatci 24. ledna 1945 na rozkaz vedoucího RSHA E. Kaltenbrunnera zastřeleni.
Donlevymu se podařilo díky náhodě uniknout (v době přepadu udržoval na hřebenech oheň, kterým měla být naváděna letadla přivážející materiál). Společně s dalšími čtyřmi Brity a Američany se 1. ledna 1945 vydali na cestu směrem k frontě. 23. ledna se dostali k rumunským pozicím. Odtud se Donlevy přesunul do Rimavské Soboty, kde byl s dalším příslušníkem OSS, seržantem Catlosem zajištěn sovětskými zpravodajskými orgány. Po řadě výslechů byli převezeni do Oděsy. Poté, co se jim podařilo kontaktovat americké orgány, byli začátkem března 1945 propuštěni a vrátili se do Bari.